# Rolls-Royce 20/25
Rolls-Royce 20/25 — був другою з довоєнних моделей початкового рівня компанії Rolls-Royce Ltd. Побудований між 1929 і 1936 роками, він був надзвичайно популярним, ставши найуспішнішим міжвоєнним Rolls-Royce. Його успіх дозволив Rolls-Royce пережити економічні труднощі в роки Великої депресії та залишитися одним із найбільших світових брендів. Всього було випущено 3827 20/25, з яких понад 70% досі в дорозі.

## Походження
20/25 став наступником надзвичайно успішного 20 к.с., Rolls-Royce Twenty, представлений у 1922 році. Цільовий ринок для 20/25 був таким самим, як і для Twenty – ринок розкоші, власний водій. Проект розробки наступного покоління 20 hp отримав кодову назву Goshawk. Метою нової моделі було підвищення потужності та продуктивності. Це було досягнуто шляхом збільшення розміру діаметру поршня з 3 до 3,25 дюйма. Хід не змінився та залишився 4,5 дюйма. Це призвело до збільшення потужності на 17% з 3128 до 3675 куб.см – підвищивши рейтинг RAC до 25,4 к.с.
Нова модель 20/25 була представлена на автосалоні в Олімпії в 1929 році та виявилася надзвичайно популярною, ставши найбільшим успіхом міжвоєнного періоду. Було 3827 20/25 hp вироблено – у два рази більше, ніж його сучасний брат Phantom II. Популярність 20/25 врятувала Rolls-Royce Limited у передвоєнні економічно важкі роки. Зрештою модель 20/25 була замінена моделлю 25/30 у 1936 році, в якій діаметр ствола був додатково збільшений до 3,5 дюймів. У 1938 році 25/30 отримав нове шасі з незалежною передньою підвіскою та отримав назву Wraith.
20/25 також дозволив Rolls-Royce Ltd швидко заробити на придбанні Bentley Motors Ltd у 1931 році. У рамках інтеграції свого придбання керівництво Rolls-Royce припинило виробництво 8-літрового автомобіля Bentley через видиме збігання ринку з Phantom II. Це означало, що придбання принесло з собою бренд Bentley, борги та інженерів і працівників виробництва, які не мали продукту для виробництва. Вони швидко вирішили створити новий Bentley, використовуючи двигун 20/25 з деякими адаптаціями та шасі, розроблене для 2 ¾ літрового Rolls-Royce, який мав бути економічною версією 20/25, але був скасований. Це лягло в основу першого Derby Bentley – 3½-літрового Bentley. «Тихий спортивний автомобіль», як його стали називати, був дуже успішним і став ще одним великим внеском 20/25 в успіх Rolls-Royce Ltd.

## Сьогодні
Сьогодні 20/25s надзвичайно популярні серед ентузіастів PMC. Це був автомобіль, який врятував Rolls-Royce під час великої депресії. Вони мають велику цінність, оскільки вони значно дешевші, ніж довоєнні потужні Rolls-Royce та WO Bentley, і є надійними водіями на сучасних дорогах. Ціна 20/25 зазвичай становить від 1/2 до 1/5 ціни його потужнішого сучасника, Phantom II, і він набагато простіший, ніж його попередник 20. к.с. Це робить їх ідеальним довоєнним PMC для власника, який хоче насолоджуватися поїздками у вихідні та поїздками в автоклуби.

## Поява в кіно
Rolls-Royce 20/25 hp фігурує в таких фільмах, як; Ліга джентльменів (1959), Батько теж прийшов! (1963), Наречені Фу Манчу (1966), Бути чи не бути (1983), Індіана Джонс і останній хрестовий похід (1989) (помилково ідентифікований як Phantom II).
Автомобіль Mulliner 1934 року випуску з кузовом, номер шасі (grc33), реєстрація BMG443 багато разів використовувався BBC та деякими голлівудськими та британськими кіновиробниками; його кредити включають:

## Галерея

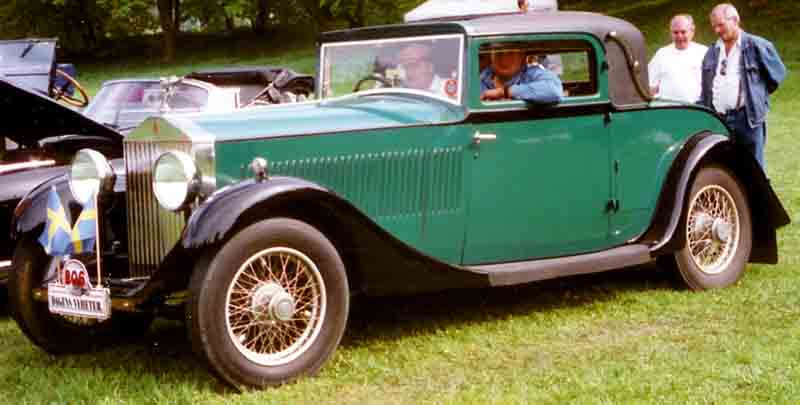
Rolls-Royce 20/25 Fixedhead Coupé 1932
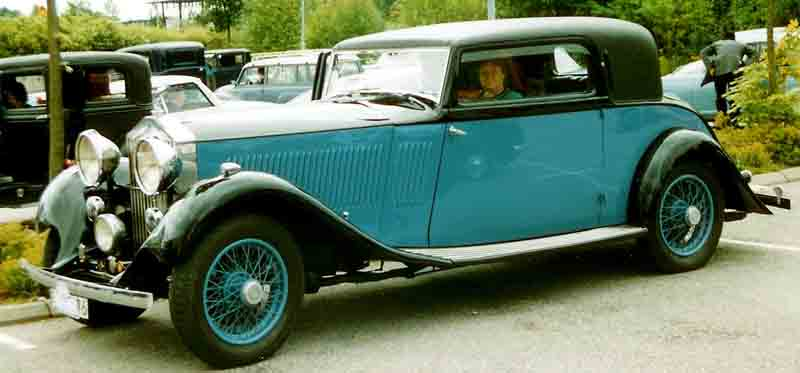
Rolls-Royce 20/25 Fixedhead Coupé 1933
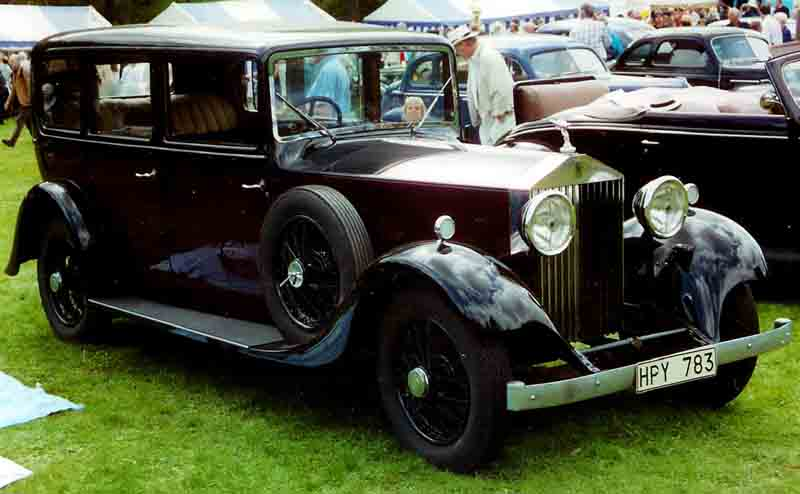
Rolls-Royce 20/25 Limousine 1933
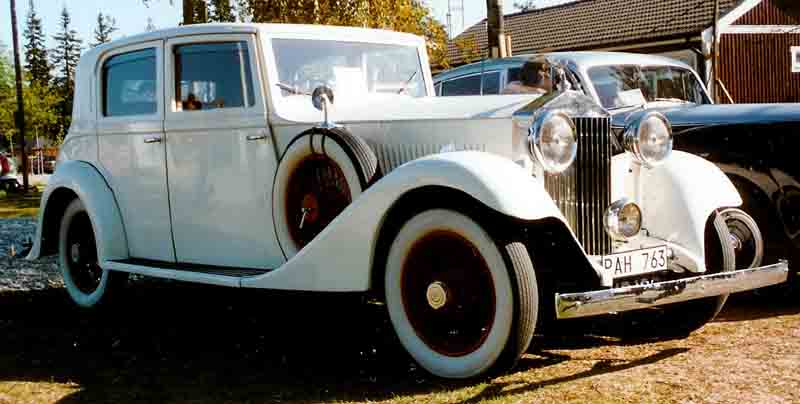
Rolls-Royce 20/25 Saloon 1933
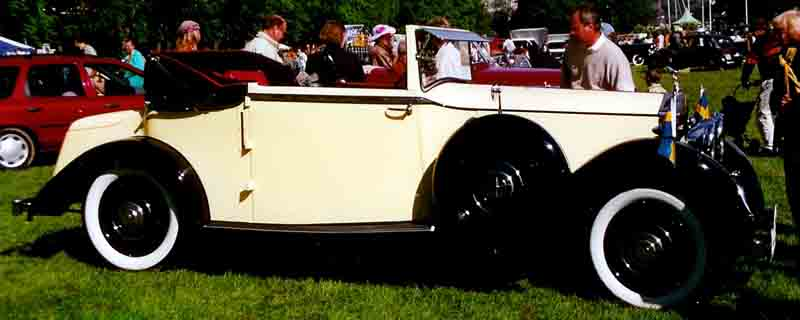
Rolls-Royce 20/25 Drophead Coupé 1934
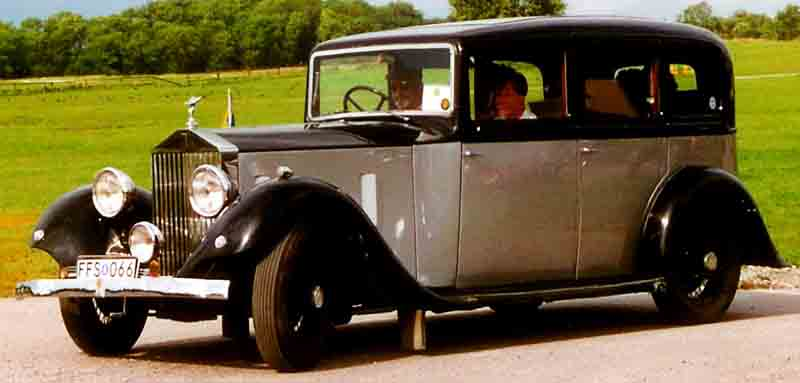
Rolls-Royce 20/25 Limousine 1935
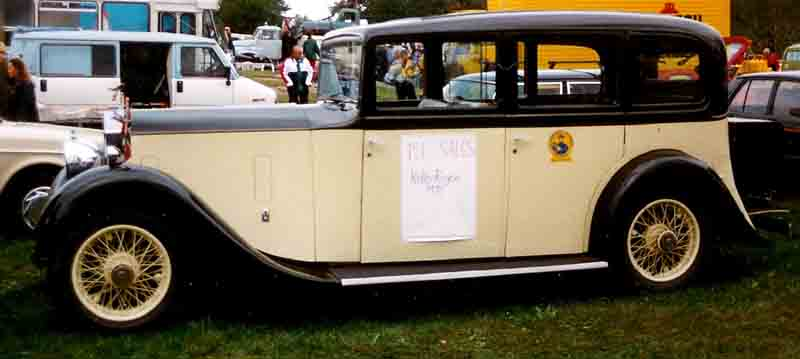
Rolls-Royce 20/25 Limousine 1935
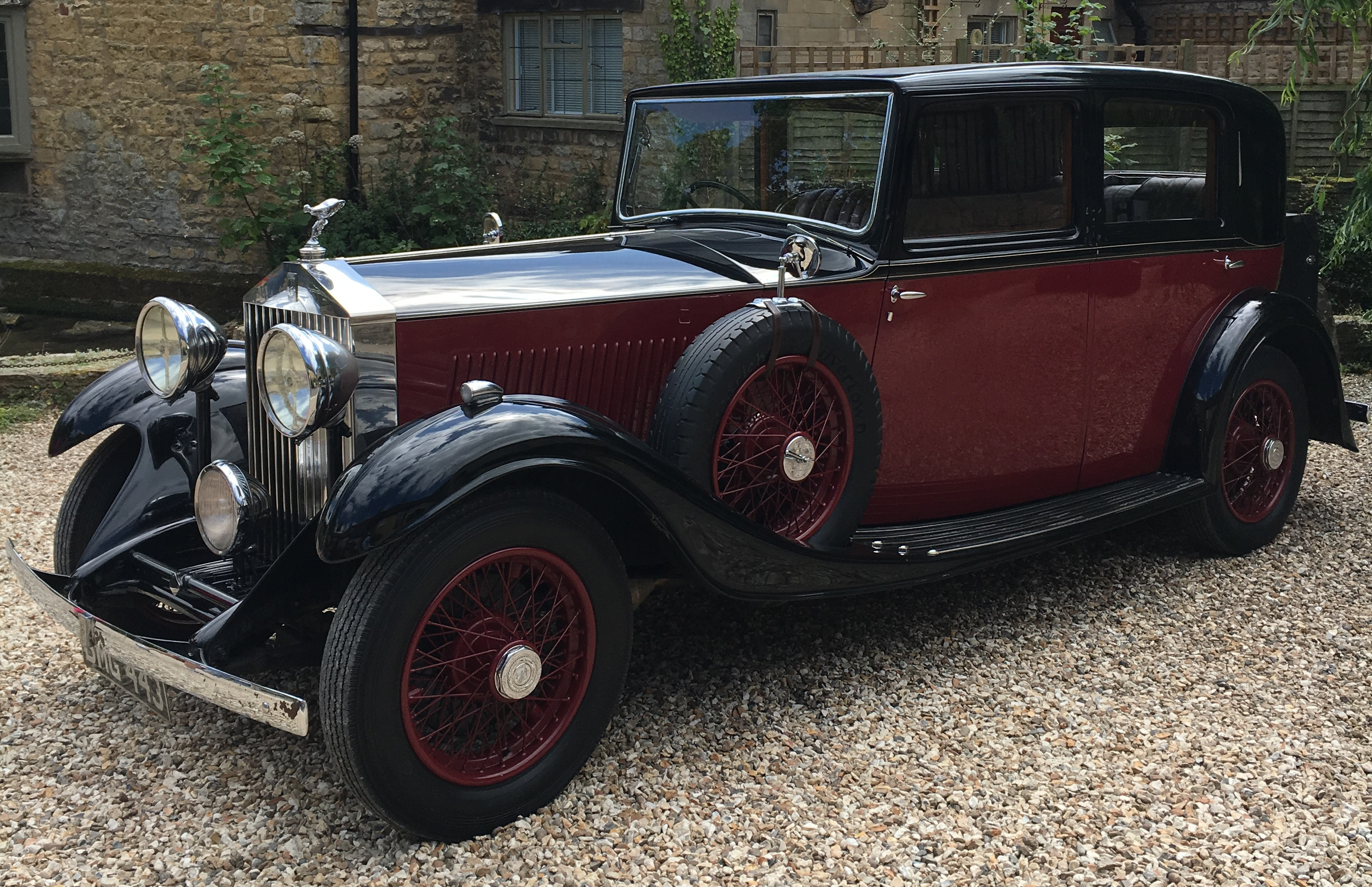
Rolls-Royce 20/25 HJ Mulliner Limousine 1934
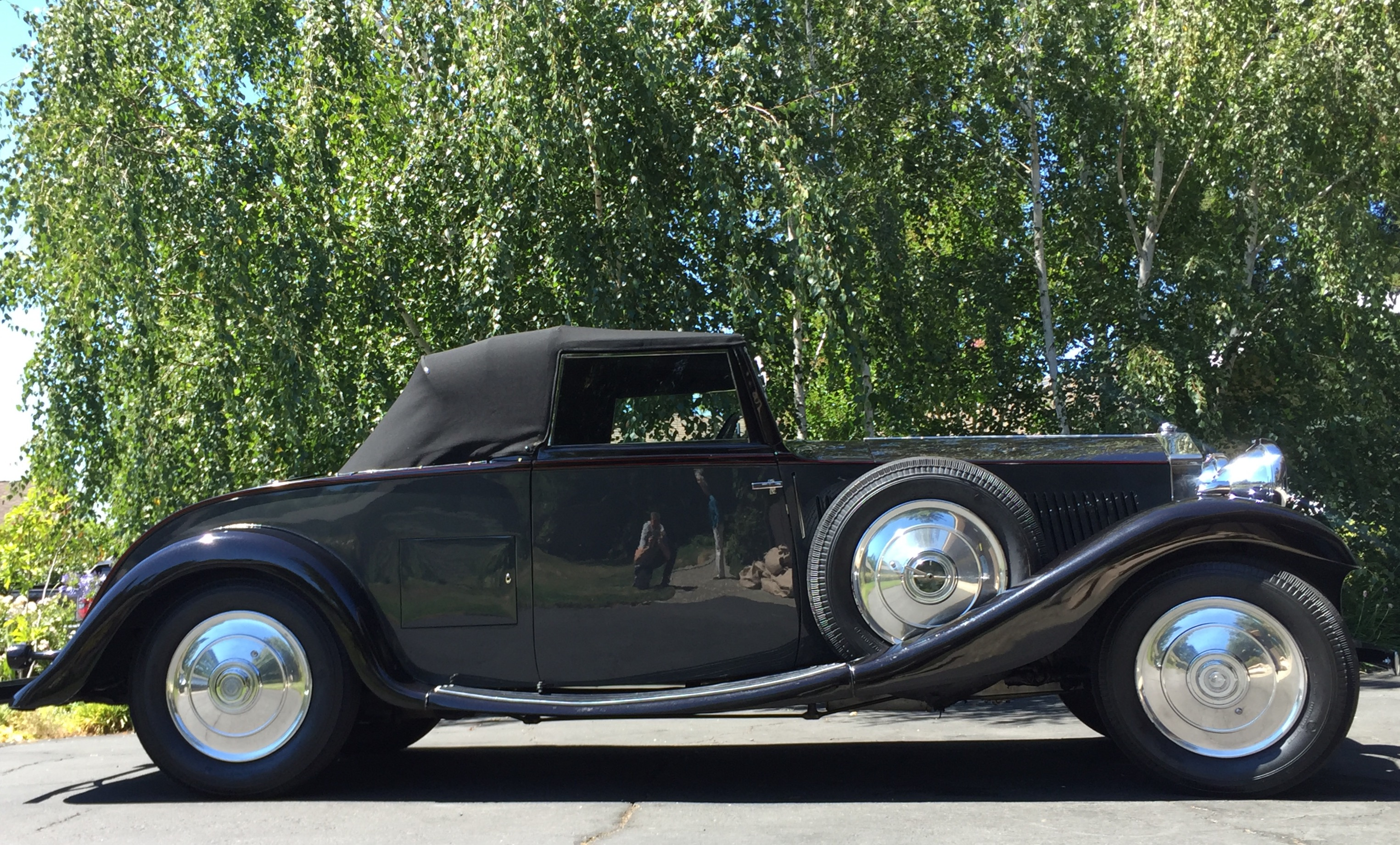
20/25 Carlton Drophead Coupé 1933